# Vierzig Märtyrer von England und Wales

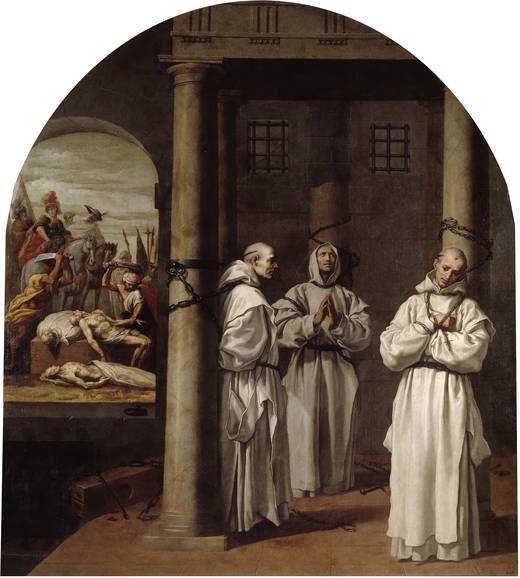
Das Martyrium der Kartäuser auf dem Richtplatz in Tyburn. Bilderzyklus von Vicente Carducho im Kloster El Paular (um 1576–1638)

Als Vierzig Märtyrer von England und Wales wird eine Gruppe von Heiligen bezeichnet, die in der römisch-katholischen Kirche verehrt werden. 
Die ersten zu diesen Märtyrern Gezählten ließ  Heinrich VIII. wegen ihrer Weigerung, den Eid auf die Suprematsakte abzulegen, zwischen 1535 und 1540 hängen, ausweiden und vierteilen. Unter den Märtyrern befand sich 1537 der Konvent der Kartause von London mit ihrem Prior, die als Märtyrer der Kartäuser von London verehrt werden, und die Priore der Kartausen von Beauvale und Axelhome, insgesamt achtzehn Mönche. Weitere Hinrichtungen folgten nach dem gegen die Jesuiten und deren Unterstützer gerichteten Gesetz, das Elisabeth I. 1584 erließ. Die letzten der vierzig Märtyrer starben 1679 im Zusammenhang mit der Papisten-Verschwörung.

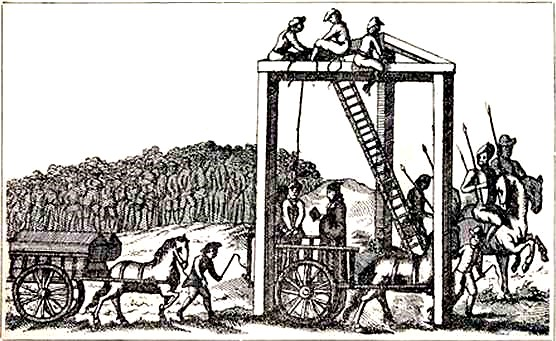
Viele der Märtyrer starben auf dem Richtplatz in Tyburn

1970 sprach Papst Paul VI. die vierzig Märtyrer von England und Wales heilig. Ihr Gedenktag in der Liturgie war zunächst der 25. Oktober, heute wird ihrer am Fest der fünfundachtzig Märtyrer von England und Wales am 4. Mai gedacht. Der walisische Regionalkalender enthält darüber hinaus den Gedenktag der sechs walisischen Märtyrer und ihrer Gefährten (Philip Evans und John Lloyd, John Jones, David Lewis, John Roberts und ihr Lehrer Richard Gwyn). Der Bewahrung des Gedächtnisses der Märtyrer von England und Wales haben sich besonders die Anbetungsschwestern vom Heiligsten Herzen Jesu von Montmartre im Kloster von Tyburn verpflichtet.

## Liste der Märtyrer
- John Almond
- Edmund Arrowsmith (1585–1628)
- Ambrose Barlow
- John Boste (ca. 1544–1594)
- Alexander Briant (um 1556–1581)
- Edmund Campion (1540–1581)
- Margaret Clitherow (um 1556–1586)
- Philip Evans
- Thomas Garnet
- Edmund Gennings
- Richard Gwyn
- John Houghton (etwa 1487–1535)
- Philip Howard (1557–1595)
- John Jones
- John Kemble
- Luke Kirby
- Robert Lawrence
- David Lewis (1617–1679)
- Anne Line
- John Lloyd
- Cuthbert Mayne (1543/1544–1577)
- Henry Morse
- Nicholas Owen (um 1550–1606)
- John Payne
- Polydore Plasden
- John Plessington
- Richard Reynolds
- John Rigby
- John Roberts
- Alban Roe
- Ralph Sherwin
- Robert Southwell (um 1561–1595)
- John Southworth (um 1592–1654)
- John Stone
- John Wall
- Henry Walpole
- Margaret Ward
- Augustine Webster
- Swithun Wells
- Eustace White

## Weitere Märtyrer
Ebenfalls wegen der Verweigerung des Eides auf den Suprematsakt erlitten der frühere Lordkanzler Thomas Morus und der Bischof der Diözese Rochester, John Fisher, das Martyrium durch Enthaupten. Ihrer wird an ihrem eigenen Fest am 22. Juni gedacht.